# کوین جیمز
کوین جیمز (به انگلیسی: Kevin James) (زاده ۲۶ آوریل ۱۹۶۵) کمدین آمریکایی است که ابتدا به خاطر نقش داگ هفرنان (Doug Heffernan) در سریالهای تلویزیونی سلطان محله کوئین (مربوط به محله کوینز در نیویورک) و همه ریموند را دوست دارند از شبکه سی‌بی‌اس به شهرت رسید.
کوین جیمز یکی از نقشهای اصلی در فیلم هیچ را نیز داشته‌است. وی در سال ۲۰۱۰ در فیلم بزرگ شدن‌ها (به انگلیسی: grown ups) و همچنین مجری گری مراسم جوایز انتخابی کودکان شبکه نیکولدئون را برعهده داشته‌است که ۲۷ مارس ۲۰۱۰ برگزار شد. در سال ۲۰۲۰ نیز سینمایی becky رو هم بازی کرده‌است.

## اوایل زندگی
کوین جیمز با کوین جورج نیپفینگ متولد شد. مادرش، ژانت، خانه‌داری بود که گاهی در دفتر ماساژوری کار می‌کرد. پدرش، جوزف والنتین نیپفینگ، مالک شرکت بیمه بود. کوین دارای دو برادر خواهر است است. گری ولنتاین که مانند او کمدین است. خواهرش لزلی برای جیمز کار می‌کند و به او در انجام کارهای خیریه کمک می‌کند.
جیمز دبیرستان را سال ۱۹۸۳ تمام کرده و یکی از هم تیمی‌هایش در ورزش کشتی، مایک فولی، کشتی‌گیر سرشناس بوده‌است. او به دانشگاهی در نیویورک رفت اما هرگز فارغ‌التحصیل نشد.

## شروع کار در تلویزیون

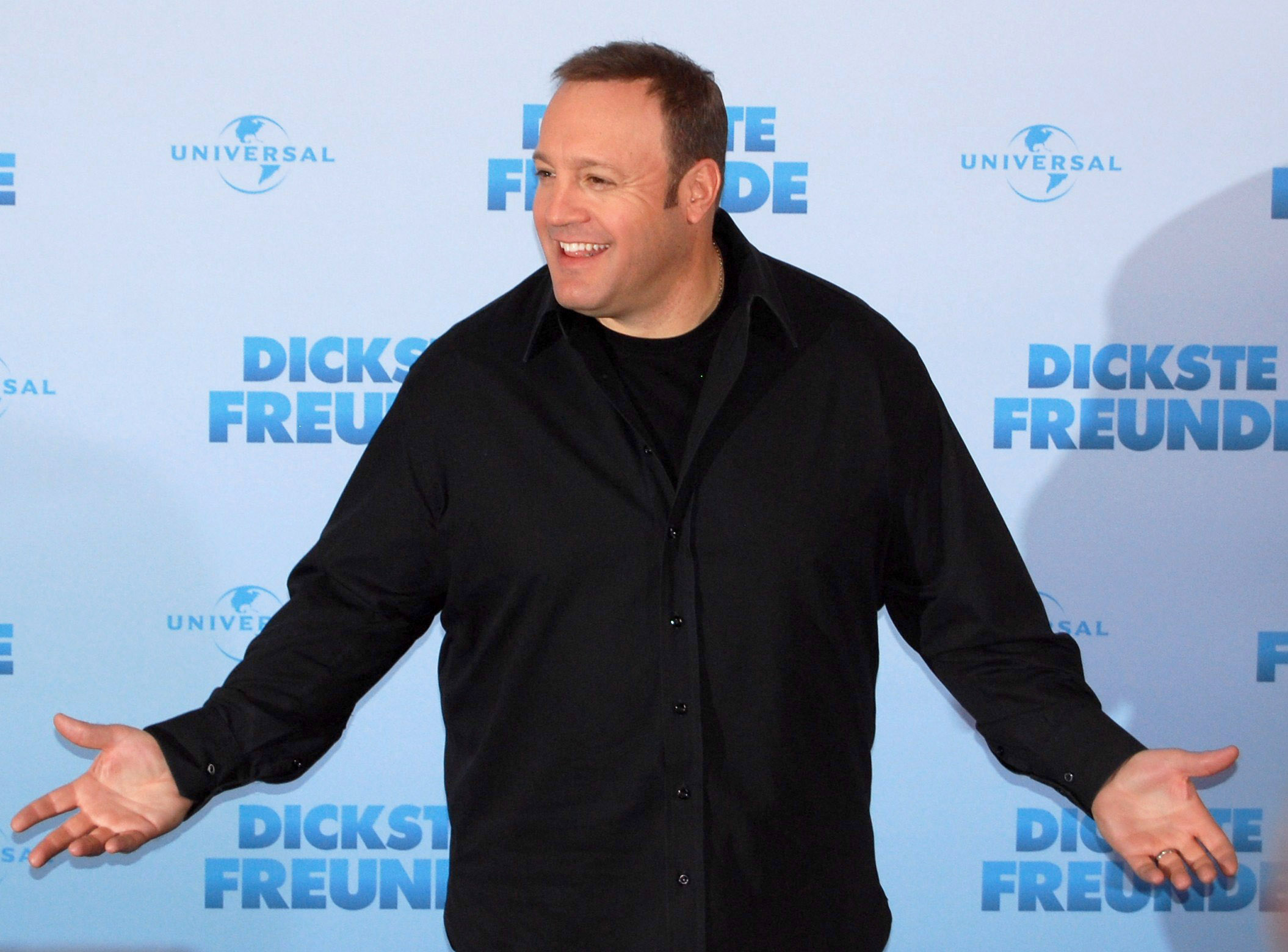

جیمز استدآپ کمدی یا کمدی صحنه را سال ۱۹۸۹ شروع کرد که در کلابی در منهتن بود. او در برنامه‌های زیاد در تلویزیون از جمله سری برنامه‌های نمایش آخر شب با افراد مختلف، حضور یافت و محبوبیت زیادی را کسب کرد.
در این بین حتی در یک تبلیغ از یک شرکت ایتالیایی شرکت کرد.
رفاقتش با ری رومانو باعث شد تا پایش به برنامه همه ریماند را دوست دارند باز شود و از آنجا به سریال سلطلن محله کوئین راه پیدا کرد که از سال ۱۹۹۸ تا ۲۰۰۷ ادامه داشت. کوین جیمز در نقش داگ در این سریال مأمور تحویل شرکت پستی بود که با همسرش کری (با بازی لی رمینی) ازدواج کرده. کوین جیمز برای ایفای نقشش در فصل هشتم این سریال نامزد جایزه امی در سال ۲۰۰۶ شده بود.

## فیلمشناسی
- پینوکیو - (۲۰۰۲)
- ۵۰ قرار اول - (۲۰۰۴)
- تکان‌دادن - (۲۰۰۵)
- کباب‌شده - (۲۰۰۶)
- خانه هیولا - (۲۰۰۷)
- رئیس مزرعه - (۲۰۰۷)
- اکنون شما را چاک و لری اعلام می‌کنم - (۲۰۰۷)
- تو حریف زوهان نمی‌شی - (۲۰۰۸)
- پل بلارت: پلیس بازار - (۲۰۰۹)
- بزرگ‌شده‌ها - (۲۰۱۰)
- دو راهی - (۲۰۱۱)
- نگهبان باغ‌وحش - (۲۰۱۲)
- در اینجا رونق می‌آید - (۲۰۱۲)
- هتل ترانسیلوانیا - (۲۰۱۳)
- بزرگ‌شده‌ها ۲ - (۲۰۱۳)
- پل بلارت: پلیس بازار ۲ - (۲۰۱۵)
- پسر کوچولو - (۲۰۱۵)
- پیکسل‌ها - (۲۰۱۵)
- هتل ترانسیلوانیا ۲ - (۲۰۱۶)
- خاطرات واقعی یک آدمکش بین‌المللی- (۲۰۱۶)
- خاطرات واقعی یک آدمکش بین‌المللی - (۲۰۱۷)
- سندی وکسلر - (۲۰۱۷)
- هتل ترانسیلوانیا ۳: تعطیلات تابستانی - (۲۰۱۸)
- بکی - (۲۰۲۰)
- هالووین هیوبی - (۲۰۲۰)

## سینما

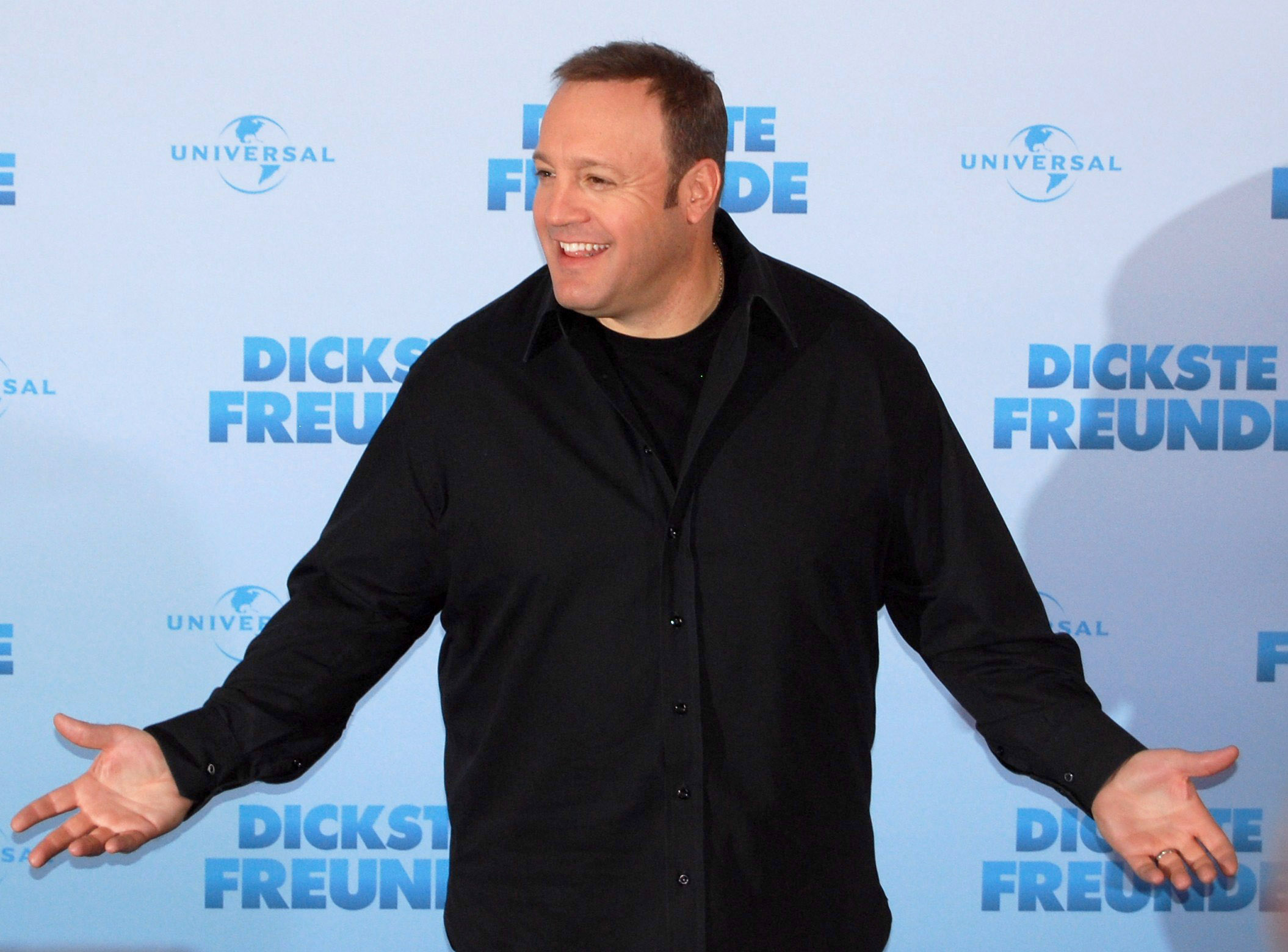

فیلم «هیچ»، فیلم کمدی رمانتیکی بود که کوین جیمز سال ۲۰۰۵ در کنار ویل اسمیت و اوا مندس آن را بازی کرد. در سال ۲۰۰۶ با ری رومانو، فیلم «مشبک» (به انگلیسی: grilled) را داشت و در صدا گذاری انیمشن‌های «خانهٔ هیولا» بارنی یارد «شرکت پیدا کرد. فیلم‌های» بزرگ شدن هاً وپل بلارت: پلیس بازار ۲ از دیگر فیلم‌هایی هستند که کوین جیمز بازی کرده‌است.

## اینترنت
سری برنامه‌هایی با عنوان «طاووس گرد و خاکی» از سوی کوین جیمز تهیه می‌شود که برادرش گری ولنتاین در آن بازی می‌کند و از تیر ماه ۱۳۸۸ بر روی وب پخش می‌شود.

## زندگی خانوادگی
۱۹ ژوئن ۲۰۰۴ کوین جیمز با بازیگر زن، استفیانا دلاکروز، ازدواج کرد و اکنون دو دختر دارد. سی ینا ماری که ۲۰۰۵ به دنیا آمده و شی جوئل که متولد ۲۰۰۷ است و کنن والنتتین زاده ۲۰۱۱ است